# Arturo Barea
Arturo Barea Ogazón (* 1897 in Badajoz; † 24. Dezember 1957 in London) war ein spanischer Schriftsteller, der vor allem durch seine Autobiografie „La forja de un rebelde“ (in deutsch als „Spanientrilogie“ erschienen) bekannt wurde.

## Leben
Barea wurde 1897 in Badajoz in der spanischen Provinz Extremadura geboren. Ursprünglich stammte er aus ärmlichen Verhältnissen, seine Mutter war eine verwitwete Waschfrau. Später zog er jedoch zu einem wohlhabenden Onkel, wodurch er die großen Gegensätze der spanischen Gesellschaft zu Beginn des 20. Jahrhunderts kennenlernte. Er zog nach Madrid, wo ihm während der spanischen Republik als Beamter der soziale Aufstieg gelang. Als 1936 die Franquisten den Bürgerkrieg losbrachen, stand Barea auf der Seite der legalen Republik und zensierte für sie unter anderem die Berichterstattung ausländischer Journalisten. Dabei lernte er seine spätere Frau Ilse Barea-Kulcsar kennen. Später arbeitete Barea auch beim Rundfunk, wo er eigene Texte vorlas. Aufgrund politischer Intrigen musste er aber diese Tätigkeiten einstellen und Spanien 1938 verlassen. Über Paris ging er zusammen mit seiner Frau schließlich ins englische Exil, wo er am 24. Dezember 1957 starb.

## Werk
Barea schrieb vorrangig Kurzgeschichten und Romane. Abgesehen von Valor y miedo: relatos (1938) erschienen alle seine Werke zunächst auf Englisch und erst später auf Spanisch. Zuletzt veröffentlichte seine Witwe posthum El centro de la pista (1960). Sein Hauptwerk bildet die autobiografische Spanientrilogie (1951), die den Zeitraum von seiner Jugend bis zu seiner Flucht während des Bürgerkrieges abdeckt. Barea beschreibt darin die politischen und gesellschaftlichen Verhältnisse seiner Zeit. Barea hatte eine republikanische Gesinnung und nahm am Kampf gegen die Putschisten in Spanien teil. Er gibt eine recht objektive Darstellung der Geschehnisse. Neben den Taten der Falange spricht er auch die Vergehen der Republikaner an. Barea stellt die Zerstrittenheit der Franco-Gegner dar sowie das Leid und die Opfer der Zivilbevölkerung.

## Schriften
- Valor y miedo. Erzählungen vom Bürgerkrieg. 1938.
- La forja de un rebelde. I. La forja. II. La ruta. III. La llama., Autobiografische Trilogie. 1941–1944 (=Jahre der Abfassung; engl. Fassung London 1954. Publikation in Spanisch erstmals Buenos Aires 1951)
  - Hammer oder Amboss sein. Eine Romantrilogie. Übers. Joseph Kalmer. Europäische Verlagsanstalt und Büchergilde Gutenberg, Frankfurt 1955
  - Neuaufl.: Spanien-Trilogie. Die Rebellenschmiede. Die endlose Straße. Die Stimme von Madrid. Übers. Joseph Kalmer. Europa-Verlag, Hamburg 2004, ISBN 3-203-75530-0.
- Lorca. El poeta y su Pueblo. Essay über Federico García Lorca. 1944 (auch in engl. Übers. von Ilse Barea)
- Unamuno. Essay über den Philosophen Miguel de Unamuno. 1955 (auch in engl. Übers. von Ilse Barea)
- La raíz rota. Roman.
- El centro de la pista. Gesammelte Erzählungen. 1960
- Essay in: Spanische Erzähler. Autoren im Exil – Narradores espanoles fuera de Espana. Spanisch – Deutsch. Übers. und Hrsg. von Erna Brandenberger. Deutscher Taschenbuchverlag, München 1988, ISBN 3-423-09077-4.